# شهرستان کارلوواتس
کارلوواک یا کارلوواتس (کرواتی: Karlovačka županija) یکی از شهرستان‌های کرواسی است.
مرکز آن شهر کارلوواک یا کارلوواتس است.
کارلوواتس با مساحت ۳٬۶۲۲ یکی از بزرگترین شهرستان‌های ۲۰ گانه کرواسی است که در مرکز این کشور قرار دارد.
در سرشماری ۲۰۰۱ جمعیتش ، ۱۴۱٬۷۸۷ نفر بود.